# Worms 3D
Worms 3D  è un videogioco sviluppato da Team17 del 2003. Il gioco è basato su battaglie strategiche a turni con protagonisti dei vermi che possiedono delle armi. Per ogni turno si ha a disposizione un tempo limitato per muovere il verme di turno, fargli prendere Energia e Rifornimenti, scegliere l'arma e colpire l'avversario.
Il videogioco fa parte della serie di videogiochi di Worms. Worms 3D fu il primo gioco della serie a passare dalla tradizionale grafica in 2D a quella in 3D. Nel novembre del 2004 all'interno stessa serie in 3D, uscì (per PlayStation 2, Xbox e Microsoft Windows) Worms Forts: Under Siege. il cui scopo non è solo distruggere il nemico ma anche distruggere il forte avversario con la possibilità di crearne uno.
L'ultima versione della serie 3D uscì nel 2005, Worms 4: Mayhem che si discosta da Worms Forts e riprende il lavoro della prima pubblicazione in 3D, con l'aggiunta di armi, un miglioramento nella semplicità della schermata HUD e maggiori possibilità di personalizzazione delle mappe e delle armi.
Il 27 luglio 2011, il Team 17 ha annunciato un nuovo titolo della serie 3D chiamato: Worms: Ultimate Mayhem, che includerà i contenuti di worms 3d e worms 4 mayhem in un'unica raccolta con l'aggiunta di 12 temi grafici, 38 nuove armi e 60 nuove missioni in single player. Il gioco vanterà anche una modalità multiplayer fino a 4 giocatori. Il gioco è uscito nel 2011.

## Armi
- Vecchietta: La vecchietta può essere guidata e esplode al nostro comando.
- Bomba Banana: Una volta esplosa si scinde in tante bombe più piccole che devasteranno il nemico.
- Trave: Può essere usata per raggiungere altri luoghi, una volta posizionata, si perde il turno.
- Pugno di fuoco: Il verme dà un forte colpo di karate al suo avversario.
- Pecoraː Salta gli ostacoli e esplode al nostro comando.
- Piccione viaggiatore: Bisogna selezionare il nemico lanciarlo e lui farà il resto.
- Attacco aereo: Si tratta di un telecomando che chiamerà in aiuto un dirigibile che bombarderà qualunque nemico nelle vicinanze.
- Missile autoguidato: Può essere diretto con i comandi per andare dai nemici ed esplodere.
- Granata santa: È tra le armi più potenti di tutto il gioco, quando viene lanciata esploderà lasciando un cratere gigantesco nell'area di gioco.
- Ascia vichinga: Toglie metà punti, quindi più vita hai più vita ti toglie. Se il nemico avrà 1 punto vita, l'ascia vichinga lo ucciderà.
- Teletrasporto: Può essere usato per spostarsi in luoghi diversi dell'arena.
- Spintarella: Una piccola spintarella per buttare i vermi nell'acqua.
- Uzi: È un mitragliatore.
- Fucile: Può essere usato due volte in un solo turno.
- Bazooka: Lancia un missile capace di demolire i promontori di roccia su cui si trovano i vermi e farli precipitare in acqua.
- Terremoto: Si tratta di un bongo che, se percosso, scatenerà un violento terremoto in tutta l'arena.
- Lotteria: fa cadere dei biglietti che cadendo a terra fanno danno esplodendo.
- Bomboletta di gas: È una bomboleta che dura cinque secondi e alla sua esplosione avvelena i vermi in un ampio raggio
- Cerbottana: Avvelena il nemico.
- Bilancia della giustizia: Divide in modo equo la vita tua e del nemico.
- Jet pack: Permette al verme di volare e trasportarsi più velocemente ma solo per un tot di tempo. Questo è un dei pochi oggetti che possono essere usati più di una volta in un turno.

### Da sbloccare
- Super pecora: È l'evoluzione della pecora; questa, a differenza dell'animale allo stato naturale, indossa un casco rosso ed un mantello di uguale colore, può volare e può essere manovrata direttamente dal giocatore.
- Mucca pazza: Lancia tre mucche che colpiscono il nemico.
- Asino di cemento: Fa cadere un asino di cemento dal cielo che danneggia molto il nemico.
- Super pecora acquatica: L'unica differenza rispetto alla Super Pecora è l'abilità di questa nel nuotare.
- Puzzola: Funziona sullo stesso principio della pecora, ma dopo un conto alla rovescia di pochi secondi l'animale si azionerà ed emanerà i suoi proverbiali odori, avvelenando i vermi esposti alle emanazioni.
- Redbull: Aumenta la velocità, l'altezza del salto e la potenza delle armi corpo a corpo del verme.
- Bomba nucleare: Aumenta il livello del mare e infetta tutti gli altri vermi di radiazioni, che causano la diminuzione di vita di ogni verme per ogni turno.